# Stella Maessen
Stella Maessen, également connue sous le nom de scène Stella ou Stella Mason, née le 6 août 1953 à Zandvoort, est une chanteuse néerlandaise. Avec ses sœurs Patricia et Bianca elle fait partie du groupe Dream Express (Hearts of Soul de 1969 à 1974) et, suivant le départ de Patricia de Dream Express, LBS de 1979 à 1981.
Elle est connue pour avoir participé à plusieurs éditions du Concours Eurovision de la chanson, notamment en : 1970, avec les Hearts of Soul, représentant les Pays-Bas avec la chanson Waterman ; 1977, avec Dream Express, représentant la Belgique avec la chanson A Million in One, Two, Three.
Elle participe seule sous son prénom « Stella » lors du concours de 1982, de nouveau pour la Belgique, cette fois en français avec la chanson Si tu aimes ma musique. Comme elle ne parlait pas couramment la langue, elle apprit la chanson phonétiquement. Stella termina finalement 4e à l'Eurovision 1982 et se classa également 3e du hit-parade flamand en mai 1982,.

## Discographie

### Albums

#### Album studio
- 1982 : If You Do Like My Music

### Singles
- 1975 : Broken Hearted Melody
- 1976 : I Love You with All My Heart
- 1981 : Veel te veel
- 1982 : Si tu aimes ma musique
  - Tut mir leid dass ich weine (version allemande)
  - If You Do Like My Music (version anglaise)
- 1982 : Solidaire
- 1983 : MacArthur Park
- 1984 : Can't Live on Memories
- 1988 : Flash-Light